# كأس الجزائر 2006–07
كأس الجزائر 2006–07 هو موسم من كأس الجزائر. أشرف على تنظيمه الإتحاد الجزائري لكرة القدم، وكان عدد الأندية المشاركة فيه 64، وفاز فيه نادي مولودية الجزائر.